# Anselm Desing
Anselm Desing (Amberg, 15 marzo 1699 – Ensdorf, 17 dicembre 1772) è stato un filosofo, storico, giurista, educatore e religioso tedesco dell'Ordine benedettino.

## Biografia
Nato nel 1699, dopo avere frequentato il ginnasio gesuita di Amberg e avere studiato filosofia a Vienna, entrò nel monastero benedettino di Ensdorf in Baviera nel 1717 e iniziò a insegnare storia e geografia, occupandosi personalmente della compilazione dei libri di testo e delle carte geografiche. Nel suo lavoro di storico, fece riferimento alle fonti, sotto l'influenza dei suoi confratelli Meichelbeck e Mabillon.
Dopo aver insegnato al ginnasio di Frisinga (1725-1737), conseguì il dottorato in filosofia a Salisburgo e tenne corsi di poesia all'università benedettina locale. I suoi interessi includevano poesia, matematica, storia ed etica. Nel 1743, vista la forte ostilità con cui erano state accolte le sue critiche alla scolastica, lasciò la cattedra. Quando il progetto di costituzione di un'accademia a Vienna sfumò, si ritirò a Kremsmünster senza però rinunciare alla sua attività pedagogica. La costruzione dell'osservatorio astronomico della città è da attribuire al suo interessamento.
Nel 1750 fece un viaggio a Roma per un progetto di ricerca. Nel 1759 Desing divenne membro a pieno titolo della neo-fondata Accademia Bavarese delle Scienze; nel 1761 fu eletto abate di Ensdorf, posizione  che occupò fino alla morte nel 1772.

## Opere

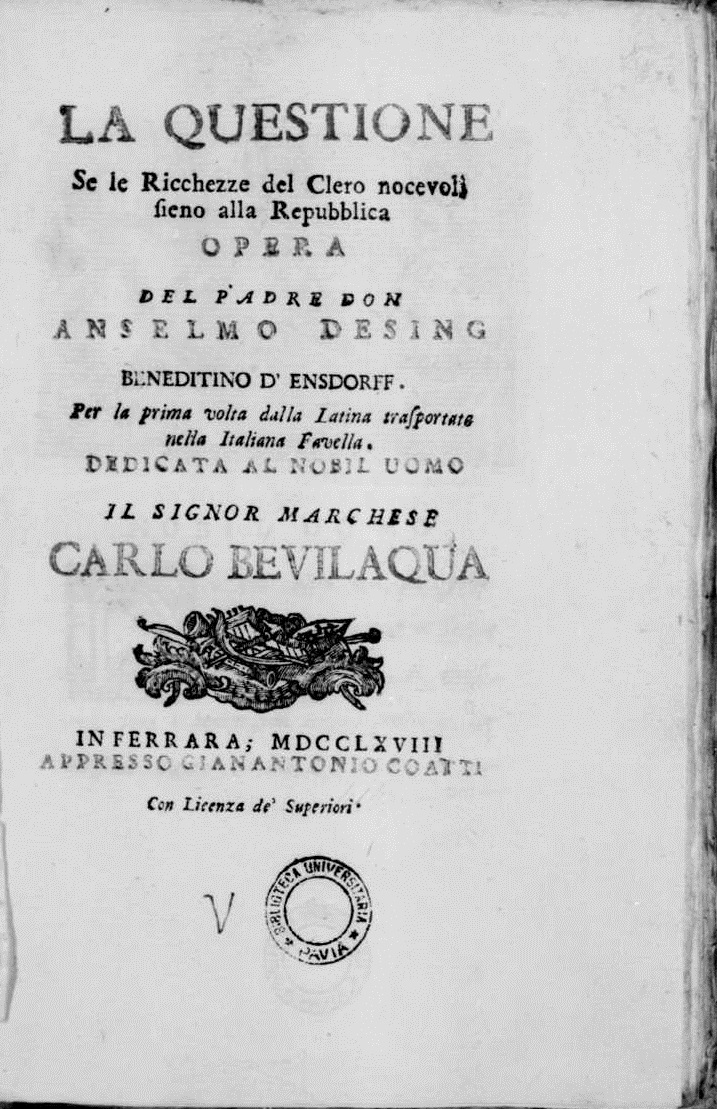
La questione se le ricchezze del clero nocevoli sieno alla republica, 1768

- Institutiones styli historici, Augusburgo, 1772, in 8º
- Methodus contracta historiae, Amberg, 1725, in folio
- Diatriba circa methodum Wolffianum, in philosophia practica universale, hoc est in principiis juris naturae statuendis adhibitam, quam non essemethodum, necesse scientificam, ostenditur, 1752.
- (LA) Opes sacerdotii num reipublicae noxiae?, 1753.
  -  La questione se le ricchezze del clero nocevoli sieno alla repubblica, Ferrara, Giovanni Antonio Coatti, 1768.
- Generale, dettagliato e dagli ultimi ai nostri tempi compilato Reichhistorie, 1741.